# Schattenspiel
Schattenspiel es el 14° álbum de Lacrimosa lanzado el 7 de mayo de 2010 con motivo de su vigésimo aniversario.
"Schattenspiel" (Juego de sombras o Sombras Chinescas) es el nombre del álbum número catorce de la discografía de los alemanes Lacrimosa, el larga duración fue lanzado en conmemoración de sus veinte años de trayectoria. Se trata de un disco de 15 canciones y versiones aún no editadas además de dos nuevas canciones compuestas especialmente para esta ocasión.
El álbum es un disco doble con 18 temas, 14 inéditos de sus 20 años de historia, las dos canciones del demo “Clamor” (sin embargo hay que recordar que la duración de la canción "Seele in Not" , que aparece en la portada de la cinta clamor, no coincide con la versión de esta nueva recopilación de temas inéditos) y dos canciones totalmente nuevas; de último momento, a un mes de su lanzamiento, Lacrimosa decidió incluir una canción más, una desconocida versión extendida de «Copycat» (con arreglos orquestales y letra extendida). En la portada hay un reloj, con cierta similitud a un astrolabio, en él se muestran los doce álbumes hasta ahora, Angst, Einsamkeit, Satura, Inferno, Stille, Live, Elodia, Fassade, Echos, Lichtgestalt, Lichtjahre y Sehnsucht
Sellador es Remixado por Snakeskin en  "Gift" y en la Compilación "Advanced Electronics Vol.8"

## Lista de canciones
1. Seele in Not (Urversion) 5:54
2. Requiem (Urversion) 6:54
3. Seelenübertritt 4:33
4. Schuld und Sühne 4:21
5. Dreht Euch 2:14
6. Dem Ende entgegen 4:53
7. Schakal (Urversion) 9:15
8. Vermächtnis der Sonne (Urversion) 4:44
9. Copycat (Extended Version) 6:37
10. Ein Hauch von Menschlichkeit (Late Night Remix) 3:56
11. Morgen 5:24
12. Schönheit straft jedes Gefühl 8:07
13. Ein Fest für die Verlorenen 8:24
14. Mantiquor 6:33
15. Der Verlust 4:34
16. Déjà vu 5:56
17. Sellador 5:24
18. Ohne Dich ist alles nichts 6:04
19. Sellador (Club Mix) (Solamente para la Edición Mexicana) 4:39

## EPs

### Sellador
Es un EP Promo Exclusivo
1. Sellador (Club Mix)4:39
2. Sellador (Album Version) 5:32
3. Schuld und Sühne 4:26
4. Ein Hauch von Menschlichkeit (Late Night Remix) 4:00

### Gift
Disco Exclusivo para Rusia por Irond Music Dark
1. Sellador (Club Mix)
2. Sellador (Remix by snakeskin)
3. A.u.S (Remix by stillife)
4. Lichtgestalt (Remix by snakeskin) (Take from the EP lichtgestalten [2005])
5. Feuer

- Datos: Q1941808